# Lost Tapes, Teil 1
Lost Tapes, Teil 1 ist die zweite EP der deutschen Popsängerin und Rapperin Céline.

## Entstehung und Artwork
Alle Lieder dieser EP wurden von der Interpretin selbst, zusammen mit Jan Platt (Lazlo), geschrieben. Bei sechs Liedern erhielten die beiden Unterstützung durch das Produzentenquartett Beatgees (bestehend aus Philip Böllhoff, Hannes Büscher, Sipho Sililo und David Vogt). Die zweitmeisten Autorenbeteiligungen stammen von Robin Haefs, der als Koautor bei zwei Liedern fungierte. Darüber hinaus wirkten neun weitere Musiker als vereinzelte Koautoren mit, darunter das luxemburgische Produzentenduo Magestick (bestehend aus André Neves und David Veiga) oder auch Lennard Oestmann (Jumpa), Fabian Römer (F.R.), Yannick Steffen (Fayan) und Marcel Uhde (Juh-Dee). Die Beatgees zeichneten zudem für den größten Teil der Produktion verantwortlich, in dem sie ihre sechs Autorenbeteiligungen zugleich produzierten. Darüber hinaus entstammt je eine Produktion der Zusammenarbeit von Jumpa, Magestick und Ramon Pfanner (Bellucciboi) sowie Melvin Schmitz (Young Mesh) und Marcel Uhde (Juh-Dee).
Céline arbeitete bereits in der Vergangenheit mehrfach mit den Beatgees und Lazlo, so unter anderem auf der vorangegangenen EP Instinkt (Oktober 2020), wo sie damals schon für große Teile der Produktion zuständig waren. Mit Haefs schrieb Céline in der Vergangenheit einige Singles, so unter anderem Mom&Dad (Januar 2021), 3 Sekunden (April 2023) oder auch Komm in meine Arme (September 2023). Jumpa wirkte bereits als Koautor der Single A$AP & Rihanna (Juli 2022) mit.
Auf dem schwarz-weißen Frontcover der EP ist – neben dem Albumtitel – Céline zu sehen. Sie trägt einen schwarzen Anzug und kniet auf einer Couch, während sie ihren linken Arm auf ihrem Knie abstützt und mit der linken Hand sich an die Schläfe greift.

## Veröffentlichung und Promotion
Die Erstveröffentlichung von Lost Tapes, Teil 1 erfolgte am 18. Oktober 2024 bei den Musiklabels A Million, BTGS und Groove Attack. Das Album erschien dabei zum Download und Streaming mit acht Titeln.
Céline selbst bewarb die Veröffentlichung von Lost Tapes, Teil 1 erstmals einen Tag vor Erscheinen über die sozialen Medien.

## Hintergrund
Bei Lost Tapes, Teil 1 handelt es sich um einen ersten Auszug, aus Célines kommenden Debütalbum, das den gleichen Namen tragen soll. Sie selbst richtete sich über die sozialen Medien mit folgenden Worten an ihre Fans:

„Ich kann euch endlich mitteilen, dass mein erstes Album Lost Tapes rauskommt! Über die letzten vier Jahre habe ich viele Songs liegen gelassen und aus den Augen verloren. Musik war für mich wie schon immer eine Art Therapie, und ich hoffe, dass ich euch damit etwas geben kann. Vielleicht habt ihr nicht viel von mir gehört, aber ich spreche lieber durch meine Musik.“

## Inhalt
Alle Liedtexte der EP sind in deutscher Sprache verfasst und stammen von Céline selbst und Lazlo sowie große Teile von den Beatgees oder auch Robin Haefs. Des Weiteren wirken neun Autoren mit, die vereinzelt Titel komponierten und texteten. Musikalisch bewegen sich die Lieder überwiegend im Bereich des Hip-Hops und der Popmusik. Thematisch befasst sich Céline auf der EP mit Selbstreflexion (Gott weiß wie), gebrochenen Versprechen, unerfüllten Hoffnungen, dem Versuch loszulassen, dem Schmerz des Verlassenwerdens oder auch der Suche nach Trost (Weg von hier).
| # | Titel                   | Autor(en) | Produzent(en)                                             | Länge |
| - | ----------------------- | --- | --------------------------------------------------------- | ----- |
| 1 | Alleine sein            | Philip Böllhoff, Hannes Büscher, Céline Dorka, Robin Haefs, Jan Platt, Sipho Sililo, Yannick Steffen, David Vogt | Philip Böllhoff, Hannes Büscher, Sipho Sililo, David Vogt | 1:49  |
| 2 | Popstar oder arbeitslos | Philip Böllhoff, Hannes Büscher, Céline Dorka, Robin Haefs, Jan Platt, Sipho Sililo, David Vogt                  | Philip Böllhoff, Hannes Büscher, Sipho Sililo, David Vogt | 1:58  |
| 3 | Liebe ist ein Bastard   | Philip Böllhoff, Hannes Büscher, Céline Dorka, Jan Platt, Sipho Sililo, David Vogt                               | Philip Böllhoff, Hannes Büscher, Sipho Sililo, David Vogt | 2:21  |
| 4 | Weg von hier            | Céline Dorka, Jan Platt, Melvin Schmitz, Marcel Uhde                                                             | Melvin Schmitz, Marcel Uhde                               | 2:58  |
| 5 | Gott weiß wie           | Philip Böllhoff, Hannes Büscher, Céline Dorka, Jan Platt, Fabian Römer, Sipho Sililo, David Vogt                 | Philip Böllhoff, Hannes Büscher, Sipho Sililo, David Vogt | 2:19  |
| 6 | 5 Ringe                 | Philip Böllhoff, Hannes Büscher, Céline Dorka, Jan Platt, Sipho Sililo, David Vogt                               | Philip Böllhoff, Hannes Büscher, Sipho Sililo, David Vogt | 2:26  |
| 7 | Abstand                 | Philip Böllhoff, Hannes Büscher, Céline Dorka, Jan Platt, Sipho Sililo, David Vogt                               | Philip Böllhoff, Hannes Büscher, Sipho Sililo, David Vogt | 2:12  |
| 8 | Engel                   | Céline Dorka, André Neves, Lennard Oestmann, Ramon Pfanner, Jan Platt, Smajl Shaqiri, David Veiga                | André Neves, Lennard Oestmann, Ramon Pfanner, David Veiga | 2:35  |

## Singleauskopplungen
Aus der EP wurde eine Single sowie eine Videoauskopplung veröffentlicht.
Gott weiß wie
Zunächst erschien mit Gott weiß wie die einzige Single als Einzeltrack zum Download und Streaming am 4. Oktober 2024. Begleitet wurde die Veröffentlichung mit einem Musikvideo, das unter der Regie von Traviez the Director entstand. Dieses zeigt größtenteils einen Zusammenschnitt aus Homevideoaufnahmen. Im Lied selbst reflektiert Céline ihr leben. A Million Entertainment beschrieb es als: „Soundtrack zu Erfolgen, die sie selbst kaum fassen kann“.
Weg von hier
Am 18. Oktober 2024 erschien mit Weg von hier eine Videoauskopplung, mit einem Musikvideo von Hely Doan. Dieses zeigt lediglich Céline, die einen schwarzen Anzug mit roter Bluse trägt, die auf einem Stuhl sitzt und eine Schere in der Hand hält. Das Video beginnt mit einer Nahaufnahme ihres Gesichts, im Verlauf des Videos entfernt sich die Kamera immer weiter von ihr und man sieht diverse Haarbüschel, die um sie herum auf dem Boden liegen. Inhaltlich handelt das Stück von gebrochenen Versprechen, unerfüllten Hoffnungen und dem Versuch, loszulassen. Céline verarbeitet darin den Schmerz des Verlassenwerdens und die Suche nach Trost.

## Mitwirkende
Albumproduktion
- Philip Böllhoff: Komponist (Lieder: 1–3, 5–7), Liedtexter (Lieder: 1–3, 5–7), Musikproduzent (Lieder: 1–3, 5–7)
- Hannes Büscher: Komponist (Lieder: 1–3, 5–7), Liedtexter (Lieder: 1–3, 5–7), Musikproduzent (Lieder: 1–3, 5–7)
- Céline Dorka: Gesang (Lieder: 1–8), Komponist (Lieder: 1–8), Liedtexter (Lieder: 1–8)
- Robin Haefs: Komponist (Lieder: 1–2), Liedtexter (Lieder: 1–2)
- André Neves: Komponist (Lied 8), Liedtexter (Lied 8), Musikproduzent (Lied 8)
- Lennard Oestmann (Jumpa): Komponist (Lied 8), Liedtexter (Lied 8), Musikproduzent (Lied 8)
- Ramon Pfanner (Bellucciboi): Komponist (Lied 8), Liedtexter (Lied 8), Musikproduzent (Lied 8)
- Jan Platt (Lazlo): Komponist (Lieder: 1–8), Liedtexter (Lieder: 1–8)
- Fabian Römer (F.R.): Komponist (Lied 5), Liedtexter (Lied 5)
- Melvin Schmitz (Young Mesh): Komponist (Lied 4), Liedtexter (Lied 4), Musikproduzent (Lied 4)
- Smajl Shaqiri: Komponist (Lied 8), Liedtexter (Lied 8)
- Sipho Sililo: Komponist (Lieder: 1–3, 5–7), Liedtexter (Lieder: 1–3, 5–7), Musikproduzent (Lieder: 1–3, 5–7)
- Yannick Steffen (Fayan): Komponist (Lied 1), Liedtexter (Lied 1)
- Marcel Uhde (Juh-Dee): Komponist (Lied 4), Liedtexter (Lied 4), Musikproduzent (Lied 4)
- David Veiga: Komponist (Lied 8), Liedtexter (Lied 8), Musikproduzent (Lied 8)
- David Vogt: Komponist (Lieder: 1–3, 5–7), Liedtexter (Lieder: 1–3, 5–7), Musikproduzent (Lieder: 1–3, 5–7)

Unternehmen
- A Million: Musiklabel (Lieder: 1–8)
- BTGS: Musiklabel (Lieder: 1–8)
- Groove Attack: Musiklabel (Lieder: 1–8)